# Jiří Gruša
Jiří Gruša (Pardubice, 10 de novembro de 1938 – Bad Oeynhausen, 28 de outubro de 2011 foi um poeta, escritor, tradutor, diplomata e político checo.

## Biografia
Jiří Gruša nasceu em Pardubice, então Checoslováquia (hoje na Chéquia), e depois mudou-se para Praga. Concluiu o curso na Faculdade de Filosofia da Universidade Carolina em Praga. Trabalhou para as publicações Tvář, Sešity e Nové knihy.
Começou a ser notado pelo governo comunista checoslovaco em 1969 por causa dos seus escritos. Foi impedido de publicar e obrigado a trabalhar numa cooperativa de construção. Participou na distribuição de literatura samizdat. Foi preso em 1974 pelo crime de "incitamento à desordem" após distribuir 19 cópias da sua primeira novela, Dotazník (O Questionário) e pela sua intenção em publicá-la na Suíça. Após grandes protestos internacionais, foi libertado após dois meses. Tornou-se signatário da carta pelos direitos humanos, a Carta 77. Em 1981 foi-lhe retirada a cidadania checoslovaca, e entre 1982 e 1990 viveu na República Federal da Alemanha.
Em 1990 as condições na Checoslováquia ficaram melhores e regressou ao país para ser nomeado Ministro dos Negócios Estrangeiros. Entre 1991 e 1997, foi embaixador na Alemanha. Juntou-se depois ao governo minoritário de Václav Klaus como Ministro da Educação. O governo perderia apoio parlamentar e o Presidente Václav Havel organizou um governo provisório. Embora Gruša não fosse partidário, foi substituído por Jan Sokol. Foi embaixador na Áustria até 2004. De 2005 a 2009 foi diretor da Academia Diplomática de Viena. De 2004 a 2009 presidiu ao PEN Internacional.
Gruša participou na normalização da designação "Tschechien" para o nome oficial da República Checa na língua alemã. Gruša morreu aos 72 anos em 28 de outubro de 2011 durante uma operação ao coração realizada na Alemanha. Václav Havel, que morreria mês e meio depois, escreveu que Gruša era "um dos poucos que profundamente respeitei entre os que faleceram recentemente."

## Distinções
- 2007: Cavaleiro da Legião de Honra da França[2]
- 2006: Prémio Nova Cultura da Nova Europa[2]
- 2002: Prémio Jaroslav Seifert[2]

## Ouvrages
- Torna (1962)
- Světlá lhůta (1964)
- Cvičení mučení (1969)
- Kudláskovy příhody (1969)
- Mimmer aneb Hra o smraďocha (1972)
- Dámský gambit (1973)
- Modlitba k Janince (1974)
- Dotazník aneb modlitba za jedno město a přítele (1975)
- Dr. Kokeš Mistr Panny (1980)
- Der Babylonwald (1990)
- Wandersteine (1994)
- Gebrauchanweisen für Tschechien (1999)
- Šťastný bezdomovec (2004)
- Umění umírat (2004)